# Giuseppe Farina (fotbalista)
Giuseppe Farina (4. červenec 1927 Recanati, Italské království – 23. září 1995 Recanati, Itálie) byl italský fotbalový obránce.
Fotbalovou kariéru začal v Chieti. Po jednom roce odešel hrát do Udinese. Zde pomohl v sezoně 1949/50 k postupu do nejvyšší ligy. V roce 1951 odešel hrát do oživeného Turína, který se hráčsky probouzel z tragédie Superga. Za býky odehrál čtyři roky a od roku 1954 se stal hráčem Sampdorie. Za Janovský klub odehrál nejvíce utkaní za jeden klub: 135 utkání. V roce 1958 odešel dohrát fotbalovou kariéru do Turína, kde po jedné sezoně skončil.
Za reprezentaci odehrál 1 utkání.

## Hráčské úspěchy

### Reprezentační
- 1× na MP (1955–1960)